# Ennearthron aurisquamosum
Ennearthron aurisquamosum är en skalbaggsart som beskrevs av Lawrence 1971. Ennearthron aurisquamosum ingår i släktet Ennearthron och familjen trädsvampborrare. Inga underarter finns listade i Catalogue of Life.